# Leptasterias groenlandica
Leptasterias groenlandica is een zeester uit de familie Asteriidae.
De wetenschappelijke naam van de soort werd in 1857 gepubliceerd door Japetus Steenstrup.